# Trybliographa rufipes
Trybliographa rufipes är en stekelart som först beskrevs av Hartig 1843.  Trybliographa rufipes ingår i släktet Trybliographa, och familjen glattsteklar. Arten är reproducerande i Sverige.